# Sam Bradford
Samuel Jacob "Sam" Bradford (ur. 8 listopada 1987w Oklahoma City, w stanie Oklahoma) – amerykański zawodnik futbolu amerykańskiego, grający na pozycji quarterbacka. W rozgrywkach akademickich NCAA występował w drużynie University of Oklahoma.
W roku 2008 wygrał Heisman Trophy, stając się najlepszym zawodnikiem futbolu w rozgrywkach akademickich NCAA. Dwa lata później został wybrany najlepszym debiutantem w formacji ofensywnej w NFL.
W roku 2010 przystąpił do draftu NFL. Został wybrany w pierwszej rundzie (1. wybór) przez zespół St. Louis Rams. 30 lipca 2010 roku zawodnik podpisał z nimi 6-letni kontrakt o wartości 76 milionów dolarów. Był to kontrakt o najwyższej wartości wśród debiutantów w historii NFL.
Po pięciu sezonach w drużynie z St. Louis Bradford 10 marca 2015 roku został oddany wraz z wyborem z 5. rundy draftu 2015 do drużyny Philadelphia Eagles za innego rozgrywającego Nicka Folesa oraz wybory Eagles z 4. rundy draftu 2015 oraz 2. rundy draftu 2016.
Po pierwszym sezonie z nową drużyną zawodnik 1 marca 2016 r. podpisał z nią dwuletni kontrakt o wartości 36 milionów dolarów. Jednak po wyborze Eagles z 28 kwietnia 2016 roku Carsona Wentza, rozgrywającego z uniwersytetu North Dakota State, Bradford został ponownie w ciągu jednego roku oddany do innej organizacji. 3 września 2016 roku zawodnik został oddany do drużyny Minnesota Vikings w zamian za jej wybór w 1. rundzie draftu 2017 oraz wybór w 4. rundzie draftu 2018 (który może zostać zamieniony na wybór w 2. lub 3. rundzie, warunkiem czego jest postawa Bradforda na boisku). Do wymiany doszło po tym jak dotychczasowy rozgrywający drużyny z Minneapolis 30 sierpnia doznał kontuzji, która wykluczyła go z gry w najbliższym sezonie.